# Tuffi alla XXIX Universiade - Piattaforma 10 metri sincro femminile
Il concorso dei tuffi dal piattaforma 10 metri sincro femminile dell'Universiade di Taipei 2017 si è svolto il 21 agosto 2017 all'University of Taipei (Tianmu) Shin-hsin Hall B1 Diving Pool.

## Risultati

### Finale
| Class.  | Atleti                                 | Nazione        | Tuffi | Tuffi | Tuffi | Tuffi | Tuffi | Totale |
| Class.  | Atleti                                 | Nazione        | 1     | 2     | 3     | 4     | 5     | Totale |
| ------- | -------------------------------------- | -------------- | ----- | ----- | ----- | ----- | ----- | ------ |
| Oro     | Kim Kuk-hyang Kim Un-hyang             | Corea del Nord | 52.20 | 52.20 | 65.70 | 58.56 | 74.88 | 303.54 |
| Argento | Emily Kate Meaney Brittany Mae O'Brien | Australia      | 47.40 | 48.60 | 68.40 | 61.44 | 72.00 | 297.84 |
| Bronzo  | Yulia Tikhomirova Iuliia Timoshinina   | Russia         | 44.40 | 39.60 | 45.03 | 63.00 | 71.04 | 263.07 |
| 4       | Haruka Enomoto Hana Kaneto             | Giappone       | 48.60 | 45.60 | 48.72 | 41.16 | 47.88 | 231.96 |
| 5       | Paola Flaminio Flavia Pallotta         | Italia         | 35.40 | 42.00 | 44.52 | 51.84 | 52.26 | 226.02 |
| 6       | Leong Sut In Leong Sut Chan            | Macao          | 42.00 | 36.00 | 42.09 | 35.25 | 32.40 | 187.74 |